# Dominic Cooper (écrivain)
Pour les articles homonymes, voir Cooper.
Dominic Cooper, né en 1944, est un écrivain écossais, vivant dans la région d'Argyll.

## Biographie
Dominic cooper est l'auteur de Le cœur de l'hiver (2006), qui a remporté le Somerset Maugham Award et la mention spéciale du prix des lecteurs du télégramme remis par la librairie Dialogues à Brest en 2007.